# 西秋乡
西秋乡，是中华人民共和国四川省凉山彝族自治州木里藏族自治县下辖的一个乡镇级行政单位。

## 行政区划
西秋乡下辖以下地区：
咪哑村、日布佐村和咪核村。